# Distrito de Berettyóújfalu
El distrito de Berettyóújfalu (húngaro: Berettyóújfalui járás) es un distrito húngaro perteneciente al condado de Hajdú-Bihar.
En 2013 tiene 45 539 habitantes. Su capital es Berettyóújfalu.

## Municipios
El distrito tiene 3 ciudades (en negrita), 2 pueblos mayores (en cursiva) y 20 pueblos.
Ciudades
- Berettyóújfalu
- Biharkeresztes
- Komádi

Pueblos
- Ártánd
- Bakonszeg
- Bedő
- Berekböszörmény
- Bojt
- Csökmő
- Darvas
- Furta
- Gáborján
- Hencida
- Körösszakál
- Körösszegapáti
- Magyarhomorog
- Mezőpeterd
- Mezősas
- Nagykereki
- Szentpéterszeg
- Told
- Újiráz
- Váncsod
- Vekerd
- Zsáka